# Pinza triestina
La pinza triestina è un tipico pane dolce triestino, goriziano ed istriano a base di ingredienti semplici come uova, farina, burro e zucchero. 
È una ricetta della tradizione pasquale, tanto che uno dei tipici auguri triestini è "Bona Pasqua, bona pinza". La sua forma rotonda e lucida rappresenta inoltre la spugna intrisa d'aceto offerta al Cristo morente in croce, mentre il presnitz, altro dolce pasquale tipico della zona, con forma ad anello, simboleggia la corona di spine di Gesù.
Sottoposto ad una lunghissima lavorazione, che nello storico ricettario Cucina triestina di Maria Stelvio viene indicato in sette ore, per la sua preparazione le massaie dovevano iniziare l'impasto fin dall'alba, attendere 3-4 lievitazioni e infine incidere con un taglio a Y il panetto, da portare a cottura presso il forno del proprio panettiere. Il pane dolce veniva infine fatto benedire durante la messa del Venerdì Santo, insieme alle uova sode. Con lo stesso impasto, vengono altresì confezionate le titole, trecce che racchiudono uova sode colorate che rappresentano i chiodi della sacra croce.
Durante il pranzo della domenica di Pasqua, la pinza triestina viene consumata come antipasto, insieme a cren, formaggi e salumi (in particolare il prosciutto cotto Praga, il prosciutto crudo del Carso, e quello istriano, ma anche salami di casa).
Citata nel manuale di cucina Die Süddeutsche Küche pubblicato a Graz nel 1890 da Katharina Prato, la pinza triestina ha un disciplinare approvato nel 1998 dalla Camera di commercio di Trieste ed è inclusa nell'elenco dei prodotti agroalimentari tradizionali del Friuli Venezia Giulia.